# Cymbopteryx diffusa
Cymbopteryx diffusa là một loài bướm đêm trong họ Crambidae.